# Разрушительница системы
«Разрушительница системы» (нем. Systemsprenger) — кинофильм режиссёра Норы Фингшайдт, вышедший на экраны в 2019 году.

## Сюжет
9-летняя Бенни относится к тем детям, которых на сленге социальных работников называют «разрушителями системы». Она постоянно срывается на окружающих, стремится сбежать из очередного интерната, хамит и устраивает истерики.
Из-за детской психологической травмы Бенни приходит в ярость, если кто-то, кроме матери, касается её лица. Не способствует душевному равновесию Бенни и поведение её матери, которая не может и не хочет содержать проблемную дочь.
Сменив множество детских домов и нигде не задержавшись надолго, она на короткое время помещается в учреждение психиатрического профиля.
Молодой соцработник Михаэль, желая хоть как-то помочь девочке, забирает её на несколько недель в деревню, где в уединении, на лоне природы можно было бы немного подлечить психику Бенни. Бенни начинает воспринимать Михаэля как отца и хочет остаться с ним, но сам Михаэль имеет свою семью, он всего лишь социальный работник и должен сохранять профессиональную дистанцию.
Мать Бенни говорит ей и социальным работникам, что она навсегда оставила своего драчливого партнёра и заберёт Бенни домой, но в самую последнюю минуту мать пугается, отказывается от своих слов и сбегает. Она боится Бенни и опасается за судьбу двух других своих детей.
Размещение Бенни у предыдущей приёмной матери заканчивается инцидентом, когда Бенни в припадке ярости серьёзно ранит уже находящегося там приёмного ребёнка.
Германская система заботы о детях сособенностями развития больше не имеет способов содержать Бенни. Её вновь на короткое время помещают в учреждение психиатрического типа.
Получается так, что Бенни бежит к Михаэлю и его семье, которые готовы позволить ей остаться на одну ночь. Утром, пока родители ещё спят, Бенни заходит в их спальню, берёт их ребёнка-малыша с кроватки, ведёт его вниз и заботливо кормит завтраком. Проснувшись и придя на кухню, Элли, мать ребёнка, пытается забрать его обратно, но Бенни становится агрессивной, отказывается отпускать ребёнка и запирается в ванной. Михаэль выламывает дверь, но Бенни бежит через окно, оставив ребёнка невредимым. Через несколько часов её находят в лесу с переохлаждением и доставляют в больницу.
В конце концов, Бенни должны отправить за границу, но в аэропорту она сбегает. Последний кадр фильма – Бенни прыгает с высоты, улыбаясь.

## В ролях
- Хелена Ценгель — Бенни Клаас
- Альбрехт Шух — Миха Хеллер
- Габриэла Мария Шмайде — фрау Бафане
- Лиза Хагмайстер — Бьянка Клаас, мать Бенни
- Мелани Штрауб — доктор Шёнеман
- Виктория Траутмансдорф — Сильвия, приёмная мать Бенни
- Мариям Заре — Элли Хеллер

## Награды и номинации
- 2019 — приз Альфреда Бауэра и приз читательского жюри «Berliner Morgenpost» на Берлинском кинофестивале.
- 2019 — премия Европейской киноакадемии в категории «лучший европейский композитор» (Йон Гюртлер), а также две номинации: лучший европейский фильм, лучшая европейская актриса (Хелена Ценгель).
- 2019 — номинация на премию Camerimage за лучший операторский дебют (Юнус Рой Имер).
- 2019 — номинация на приз ФИПРЕССИ за лучший дебютный фильм на Иерусалимском кинофестивале.
- 2019 — приз экуменического жюри на киевском кинофестивале «Молодость».
- 2020 — 8 премий Deutscher Filmpreis: лучший фильм (Петер Хартвиг, Якоб Вейдеман, Йонас Вейдеман), лучшая режиссура, лучший сценарий (оба — Нора Фингшайдт), лучшая мужская роль (Альбрехт Шух), лучшая женская роль (Хелена Ценгель), лучшая женская роль второго плана (Габриэла Мария Шмайде), лучший монтаж (Штефан Бехингер, Юлия Коваленко), лучший звук. Кроме того, лента получила две номинации: лучшая женская роль второго плана (Лиза Хагмайстер), лучшая музыка (Йон Гюртлер).